# Pole rozdzielni
Pole rozdzielni, Pole rozdzielcze, odejście (ang. bay (of a substation)) - jest to część rozdzielni składająca się z torów prądowych głównych i pomocniczych przeznaczonych do wykonywania określonego zadania w rozdzielni wraz ze wszystkimi przynależnymi elementami izolacyjnymi i konstrukcyjnymi.
Wyposażenie pola zależy od spełnianej przez nie funkcji, od napięcia znamionowego i wymaganej niezawodności pracy. W zależności od przeznaczenia wyróżnia się pola: liniowe, transformatorowe, łączników szyn (sprzęgłowe), pomiarowe, potrzeb własnych, odgromnikowe.
W przypadku instalacji elektrycznych niskiego napięcia częściej funkcjonuje określenie pole rozdzielnicy. Według literatury:

Pole rozdzielnicy - jest to wydzielona funkcjonalnie i najczęściej konstrukcyjnie część rozdzielnicy elektrycznej przeznaczona do realizacji określonego zadania. Wyróżnia się między innymi pole liniowe zasilające, pole liniowe odbiorcze, pole pomiarowe, pole sprzęgłowe itd.